# Plutodes transmutata
Plutodes transmutata är en fjärilsart som beskrevs av Walker 1861. Plutodes transmutata ingår i släktet Plutodes och familjen mätare. Inga underarter finns listade i Catalogue of Life.